# Xyphon nuda
Xyphon nuda är en insektsart som först beskrevs av Nottingham 1932.  Xyphon nuda ingår i släktet Xyphon och familjen dvärgstritar. Inga underarter finns listade i Catalogue of Life.